# عبد الكريم حسن
عبد الكريم حسن الحاج فضل الله (مواليد 28 أغسطس 1993) لاعب كرة قدم قطري يجيد اللعب في مركز الظهير الأيسر مع نادي الوكرة ومنتخب قطر.
لعب مع نادي السد وأعاره إلى يوبين البلجيكي عام 2017 و عاد إليه مطلع عام 2018.
وحصل على جائزة أفضل لاعب في آسيا عام 2018. واحترف بعدها في الكويت مع نادي الجهراء و في نادي برسبوليس الإيراني و بعدها عاد إلى قطر و لعب في نادي الوكرة.

## روابط خارجية
- عبد الكريم حسن على موقع الاتحاد الدولي (مؤرشف)  (الإنجليزية)
- عبد الكريم حسن على موقع الاتحاد الأوربي (الإنجليزية)
- عبد الكريم حسن على موقع إي إس بي إن إف سي (الإنجليزية)
- عبد الكريم حسن على موقع قاعدة بيانات كرة القدم.إي يو (الإنجليزية)
- عبد الكريم حسن على موقع ناشيونال فوتبول تيمز (الإنجليزية)
- عبد الكريم حسن على موقع Soccerbase.com (لاعب) (الإنجليزية)
- عبد الكريم حسن على موقع Soccerway.com (الإنجليزية)
- عبد الكريم حسن على موقع عالم كرة القدم.نت (الإنجليزية)